# Braives
Braives ist eine Gemeinde in der belgischen Provinz Lüttich. Sie besteht aus den Ortschaften Braives, Avennes, Ciplet, Fallais, Fumal, Latinne, Tourinne und Ville-en-Hesbaye.
Der gallo-römischer Tumulus von Avennes liegt nordwestlich von Braives.

## Bilder

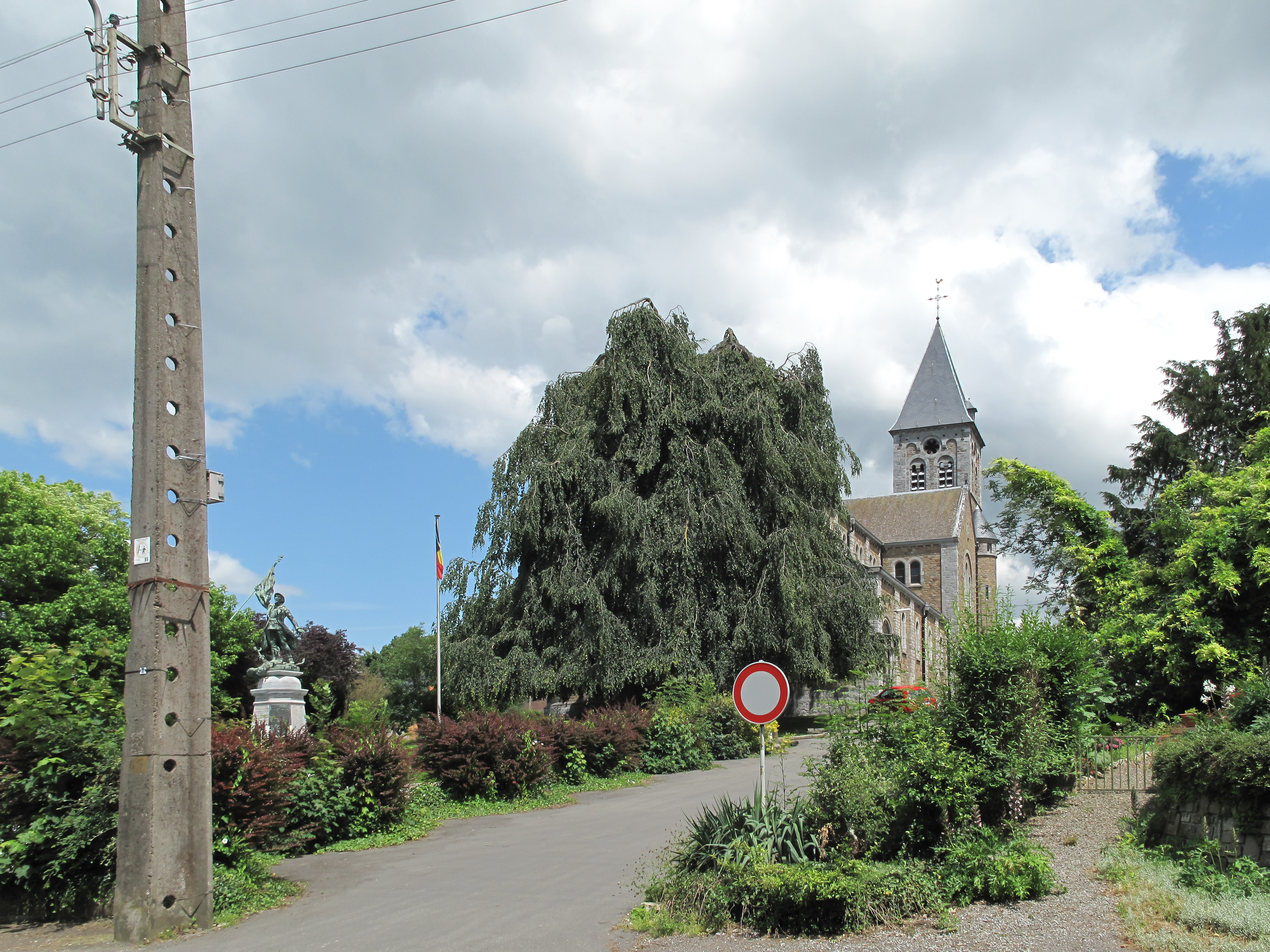
Braives, Kriegsdenkmal und Kirche (église de la Nativité de Notre-Dame)
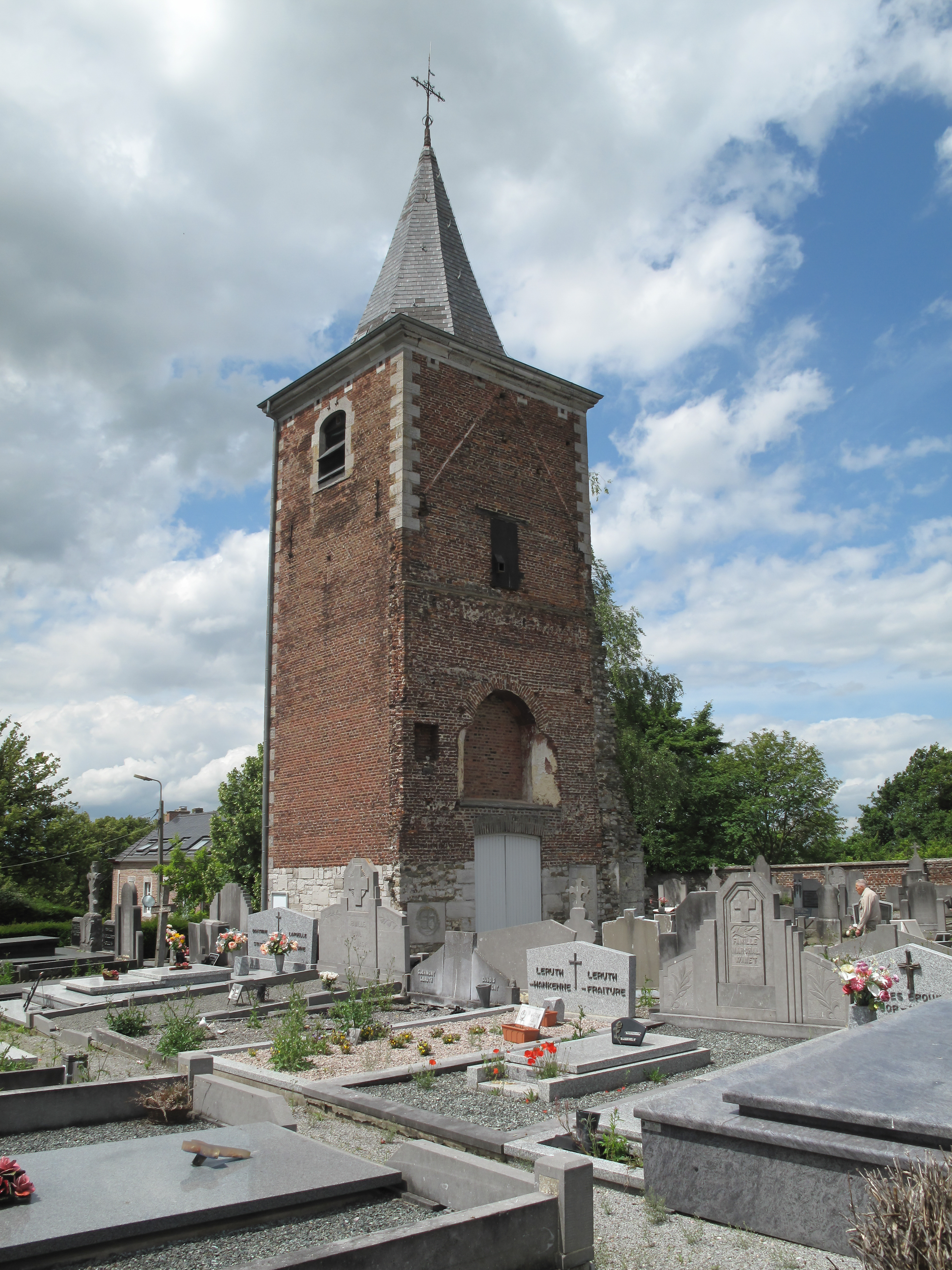
Braives, Kirchturm: l’église Notre Dame
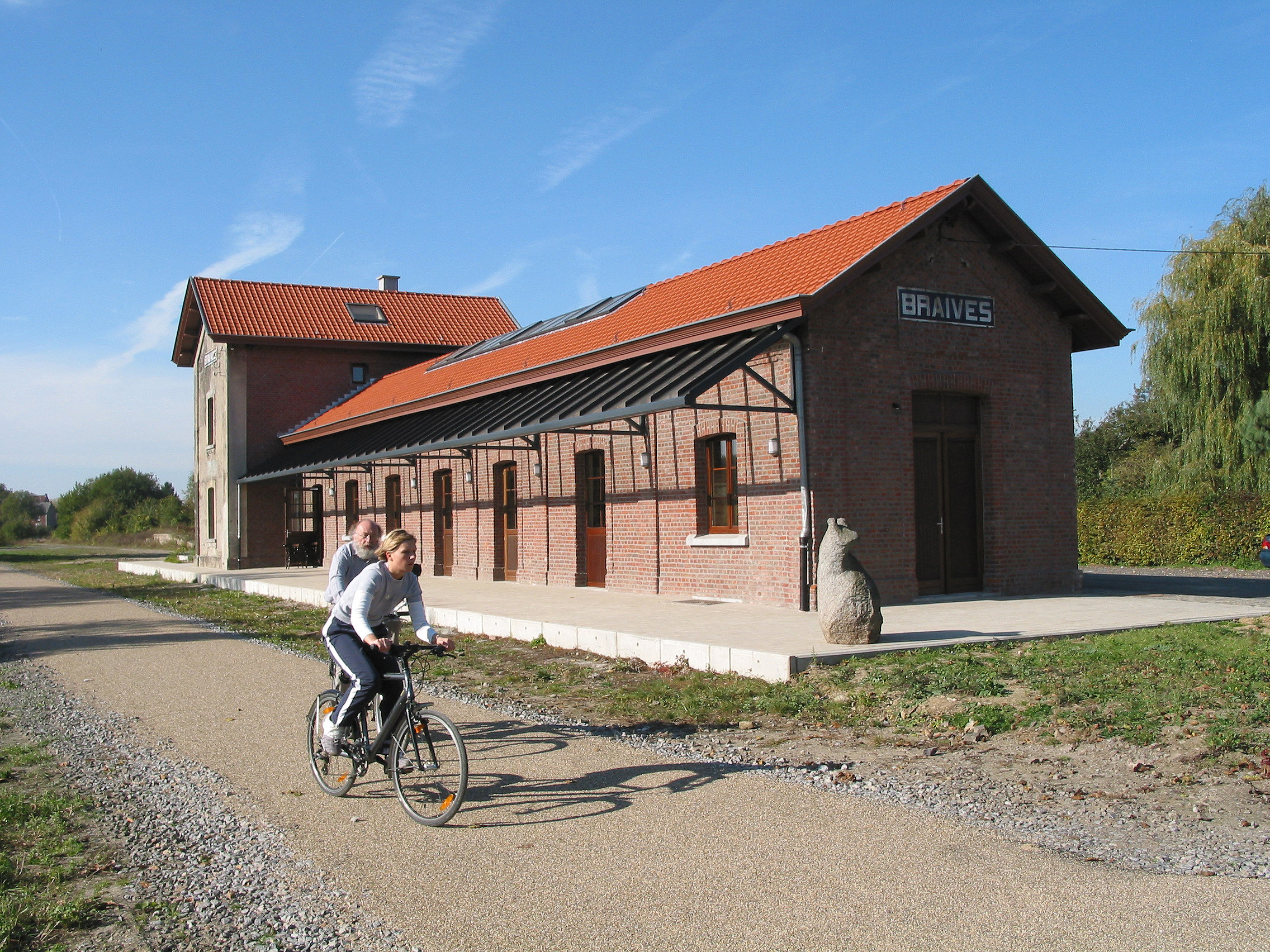
Braives, der alte Bahnhof
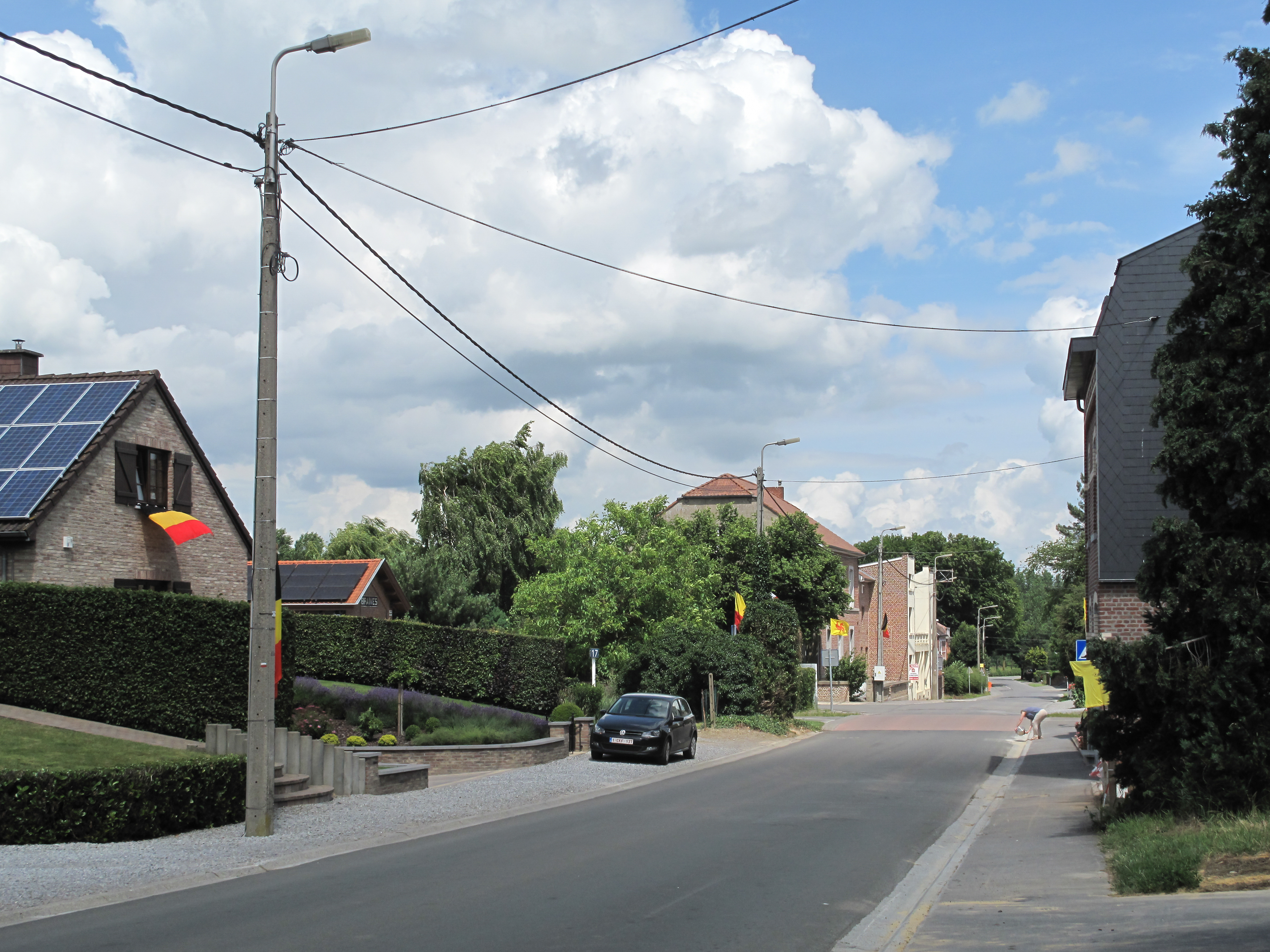
Braives, Straße
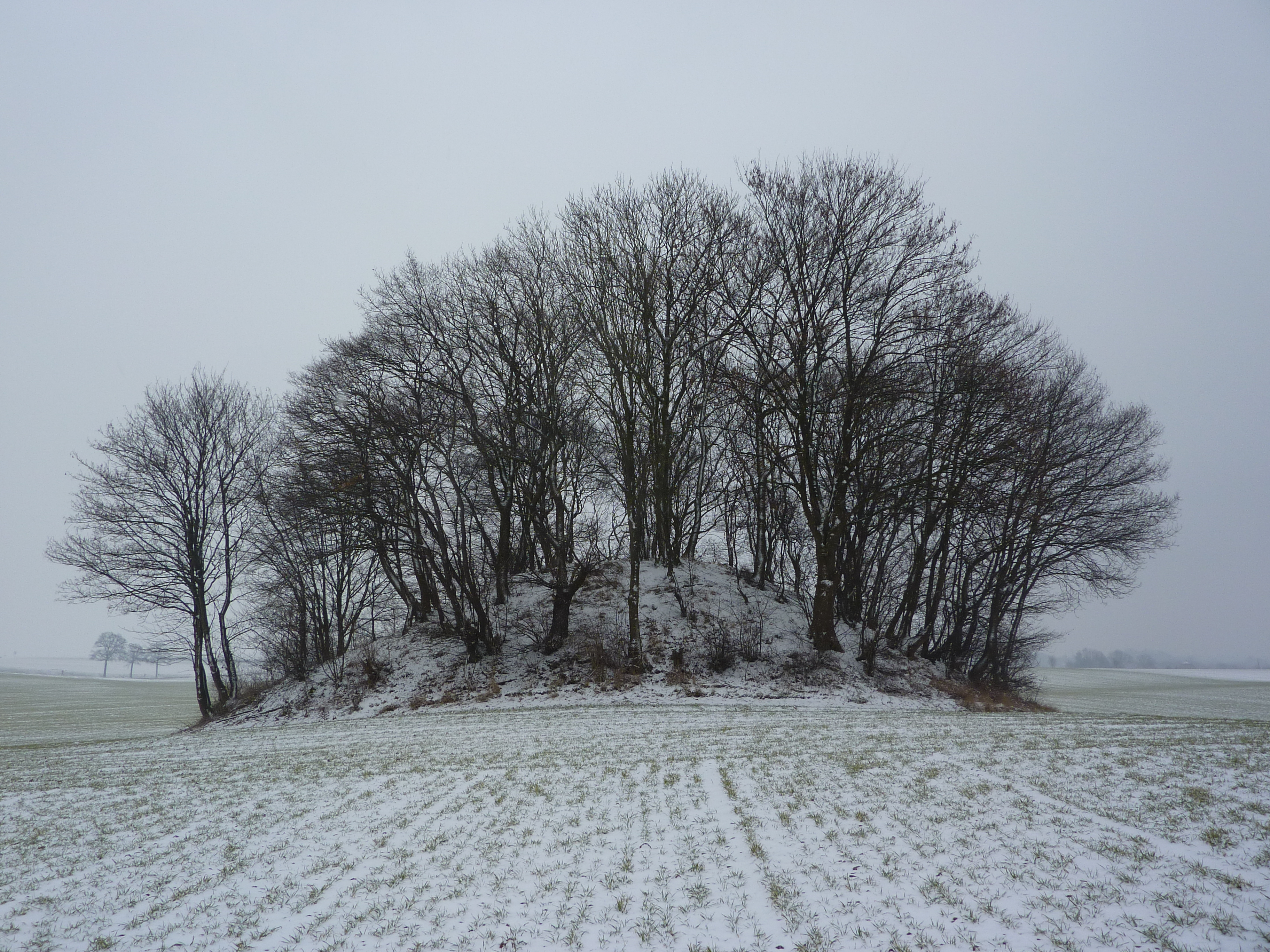
Tumulus von Avennes